# Hôtel de Lestapis
L'hôtel de Lestapis est un hôtel particulier situé à Paris en France.

## Localisation
Il est situé au 2 rue de la Tour-des-Dames et 11 Rue Catherine-de-La Rochefoucauld dans le 9e arrondissement de Paris.

## Histoire
Le terrain acquis par les frères Henri et Théodore Vandevelde en 1822, ils y font construire un hôtel particulier dans une syle néo-classique. Celui-ci aura pour but d'héberger à Paris Paul-Charles de Wurtemberg duc de Wurtemberg. Cependant, pour des raisons inconnues, avant la fin de la construction de la résidence, elle est rachetée par le pair de France Claude Bailliot. Après le décès de ce dernier en décembre 1836, l'hôtel est revendu à Pierre-Firmin Lestapis appartenant à la famille aristocratique des Lestapis. L'hôtel est revendu presque trente années après à la morte du propriétaire des lieux en 1866. Aujourd'hui, il est occupé par une société événementiel sous le nom Espace La Rochefoucauld.